# Río Apatlaco

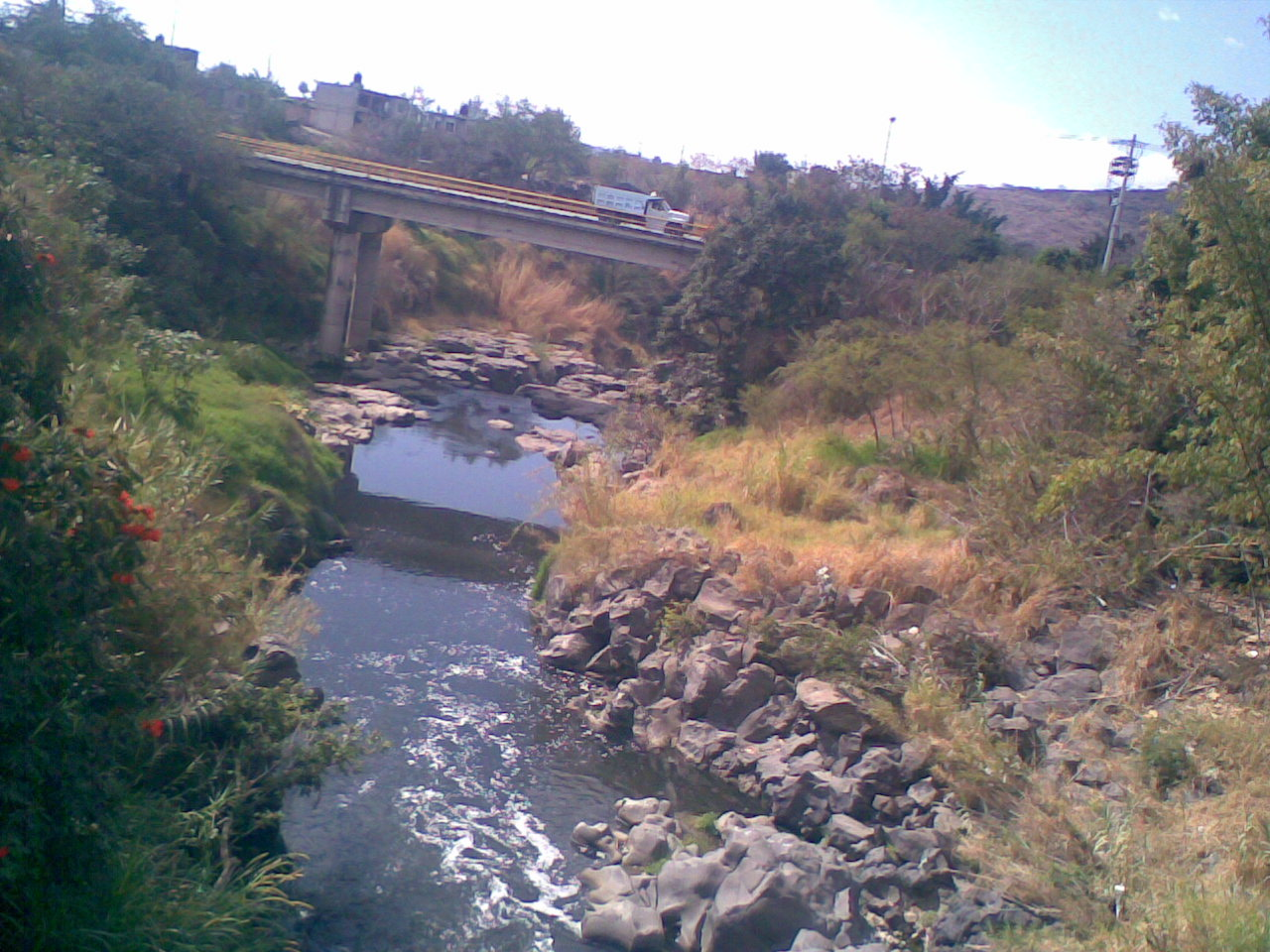

El río Apatlaco  es un largo río ubicado en el noroeste del estado de Morelos, (dentro de los municipios Cuernavaca, Emiliano Zapata, Huitzilac, Jiutepec, Jojutla, Puente de Ixtla, Temixco, Tlaquiltenango, Xochitepec y Zacatepec); cubre un área de 746 km² , de los cuales 656.494 se encuentran en el territorio morelense, y el resto en el Estado de México y el Distrito Federal..

## Toponimia
Su nacimiento como cauce se encuentra en el manantial de Chapultepec, de la ciudad de Cuernavaca, y su desembocadura en el río Yautepec
El río Apatlaco, se forma con el escurrimiento del agua que fluye  por las barrancas que lo cruzan de norte a sur del estado de Morelos, junto con las filtraciones provenientes de la zona de las lagunas de Zempoala. Esto ocurre ya que existe un acentuado declive que caracteriza la región (de 3 690 a 880 metros sobre el nivel del mar [m s. n. m.]) (CNA, hoy Conagua, 1996).

## Deterioro ambiental
El incremento desmedido de la población y los asentamientos que ha sufrido la riviera de la misma desde el año 1992 que ha dado origen a un deterioro importante que generó la creación de diversos grupos ambientalistas los cuales interpusieron una demanda colectiva difusa que generó que los tres niveles de gobierno en el estado de Morelos dieran especial importancia a las cuestiones ambientales y prohibiera un juez federal las descargas residuales dentro del río.